# Jacqueline Vandal
Jacqueline Vandal, née Linda Bastide le 29 mars 1935, est une actrice, romancière et poétesse française.

## Biographie
Après une brève carrière d'actrice sous le nom de Jacqueline Vandal, Linda Bastide s'est consacrée à l'écriture, comme romancière et poétesse.
En 2012, elle est candidate à l'Académie française.

## Filmographie
- 1955 : Le Pain vivant de Jean Mousselle (créditée Jacqueline Vandel)
- 1955 : Le Chemin de l'étoile, court métrage de Jean Mousselle (créditée Jacqueline Vandel)
- 1959 : Profession Magliari de Francesco Rosi
- 1960 : To nisi tis agapis de Kostas Karagiannis
- 1964 : La Dérive de Paula Delsol
- 1964 : Les Pieds nickelés de Jean-Claude Chambon
- 1965 : Ces dames s'en mêlent de Raoul André
- 1965 : 22, avenue de la Victoire (mini-série)
- 1968 : Trois filles vers le soleil de Roger Fellous

## Publications

### Romans
- L'Insolence du lundi, préface de René Fallet, Guy Authier, 1975
- Chelsea Hôtel, Julien..., Guy Authier 1977
- Le Journal immobile d'Éléonore, L'Harmattan, 2005
- Le Côté d'où vient la nuit, L'Harmattan, 2006

### Poésies
- À Cloche cœur, Grassin, 1995
- Ma mille vendange, Grassin, 1996
- L'Homme nu, Nouvelle Pléiade, 1996
- Île-Montagne de la Clape, vigneron souviens-toi des marins, Recherches graphiques, 2002
- Plumes, Les 3 Orangers, 2003
- Montmartre raconté par 36 poètes d’aujourd’hui, préface de Lucien Israël, PAVP, 2004
- Une plume verte qui courait dans l’herbe, Les 3 Orangers, 2005
- Narbonne ou les Jardins d'Antoine, PAVP, 2008
- Fétu de paille, l'épouvantail épouvanté, La Pierre Milliaire, 2009
- Le Fil du miroir, La Pierre Milliaire, 2011